# Epalpus auriferus
Epalpus auriferus là một loài ruồi trong họ Tachinidae.